# California King Bed
A California King Bed Rihanna barbadosi énekesnő dala, ötödik, Loud című albumáról. 2011. május 13-án jelent meg a Def Jam gondozásában. Andrew Harr, Jermaine Jackson, Priscilla Renea és Alex Delicata írta, producere Harr és Jackson volt (közösen The Runners). Zeneileg a California King Bed egy lassú ballada, mely a rock stílus jegyeivel rendelkezik. A kritikusok vegyes véleményekkel fogadták a számot, elsősorban Rihanna vokális teljesítményét emelték ki. A felvételhez tartozó videóklipet Anthony Mandler forgatta. A kisfilmben az énekesnő arról énekel, milyen elkeseredett szerelme miatt, akinek szeretné kimutatni érzelmeit. Először az ACM Awards-on adta elő a kislemezt Rihanna, majd az American Idol fellépője is ő volt. A Loud Tour dallistáján is helyet kapott a California King Bed.

## Háttér

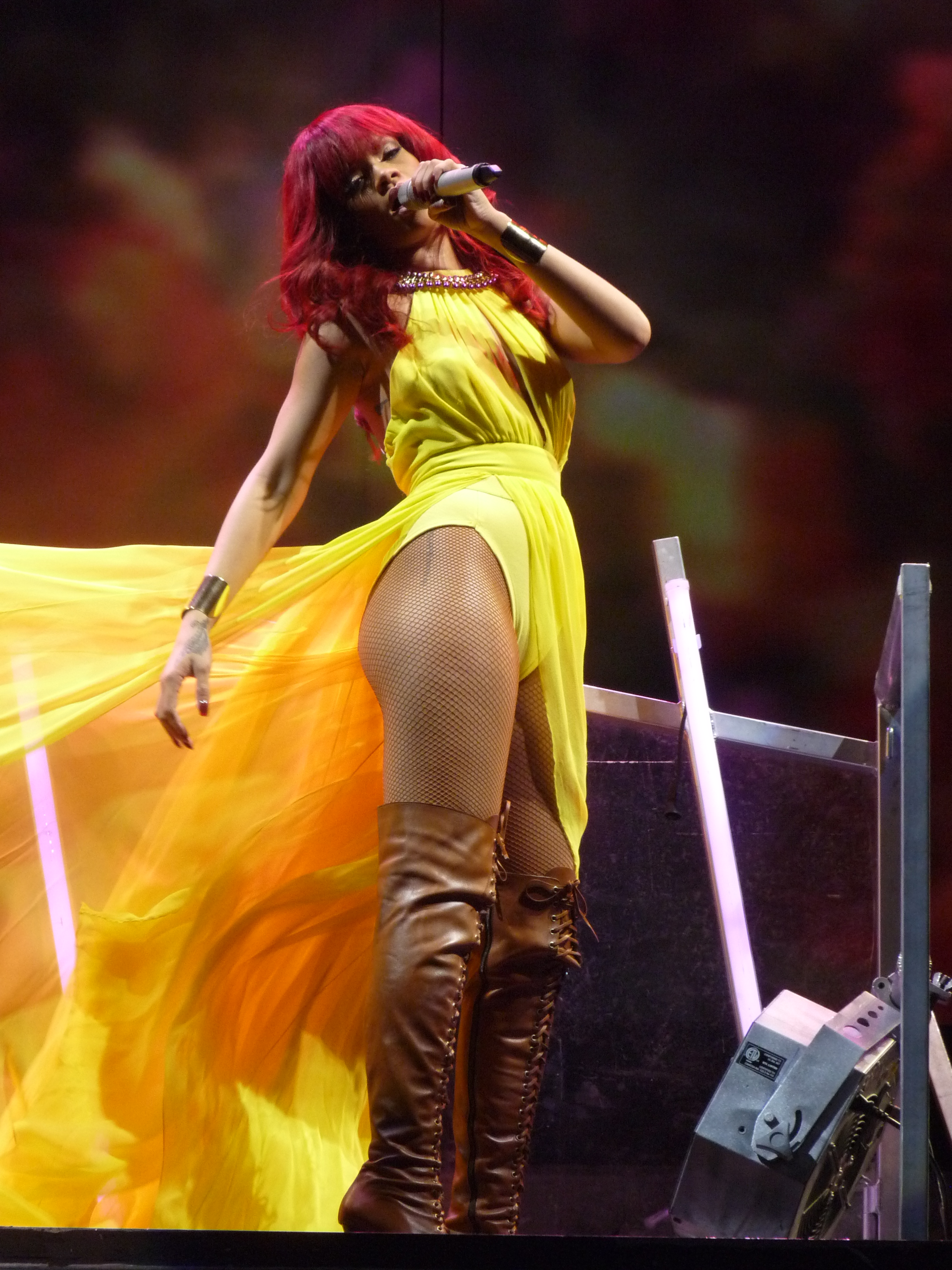
Rihanna a dal előadása közben turnéjának floridai állomásán.

Rihanna 2010-ben vette fel a számot a We The Best Studios-ban (Miami) és egy wisconsini stúdióban. 2011 márciusában Rihanna rajongói segítségét kérte, hogy válasszák ki neki következő kislemezét az S&M után. A Cheers (Drink to That), Man Down, California King Bed és Fading című felvételek közül lehetett választani, a legnépszerűbbhöz videóklipet is ígért az énekesnő. Március 12-én született meg az eredmény: a California King Bed került ki győztesként, így ezt adta ki az album következő kislemezeként. Az Egyesült Államokban a Man Down című felvétel előbb került a rádiók műsoraira.

## Videóklip
A dalhoz tartozó videóklip 2011 márciusában készült Anthony Mandler rendezésében, aki már ezelőtt is dolgozott az énekesnővel. A rendezőhöz kötődik az Only Girl (In the World) és Man Down forgatása is. Ciarra Pardo egy tizennyolc láb (548,64 cm) hosszú ágyat alkotott, melynek különlegessége, hogyk képes az énekesnőt az ágy egyik oldaláról a másikra szállítani. A kisfilm 2011. május 9-én (hétfőn) jelent meg Rihanna VEVO csatornáján. Egy interjúban Mandler így nyilatkozott:
"Szerintem ha valami Rihanna tette között nagyon egyedi, akkor az az, hogy bármilyen karakter, amelyet játszik, bármelyik oldalát mutatja meg, az 1000 százalékban ő..."
Közel az egész videó egy trópusi és romantikus környezetben készült, ezzel az énekesnő visszatért az Only Girl-ben megismert természetes stílusára.

## Élő előadások
Rihanna első alkalommal 2011. április 3-án, az ACM Awards-on adta elő a Sugarland énekesnője, Jennifer Nettles társaságában. Április 14-én az American Idol vendége volt. 2011 márciusában a Nivea egyik reklámjában használták fel a felvételt. A promóció részeként több európai privát rendezvényen adta elő a dalt 2011 májusában, így például Hamburg, Milánó és Párizs városában. Május 27-én az NBC Today nevezetű rendezvényén adta elő a dalt. Fellépése során Only Girl (In the World), What’s My Name? és S&M című számait is elénekelte. A kislemez a Loud Tour dallistáján is helyet kapott.

## Dallista
- Digitális letöltés[22]

1. California King Bed – 4:11

- CD kislemez[23]

1. California King Bed (Album Version) – 4:11
2. S&M (Sidney Samson Club Remix) – 3:20

| - Amerikai / Ausztrál Remixes 1. California King Bed (DJ Chus & Abel Ramos Radio) – 3:27 2. California King Bed (The Bimbo Jones Radio) – 3:13 3. California King Bed (Bassjackers Radio) – 3:19 4. California King Bed (DJ Chus & Abel Ramos Club) – 6:07 5. California King Bed (The Bimbo Jones Club) – 6:08 6. California King Bed (Bassjackers Club) – 5:01 7. California King Bed (DJ Chus & Abel Ramos Dub) – 6:13 8. California King Bed (The Bimbo Jones Dub) – 6:05 9. California King Bed (Bassjackers Dub) – 5:02 |

## Közreműködők
- Dalszövegírás– Andrew Harr, Jermaine Jackson, Priscilla Renea, Alex Delicata
- Produkció – The Runners
- Felvétel – Jef Villanueva
- Vokális produkció - Kuk Harrell
- Vokál felvétele - Kuk Harrell, Josh Gudwin, Marcos Tovar
- Vokál felvétele (asszisztens) - Kyle White
- Keverés Phil Tan
- Mérnök - Damien Lewis
- Gitárok - Alex Delicata
- Basszus - Eric England
- Háttérvokál - Priscilla Renea
- Vezető - Chris Gehringer

## Slágerlistás helyezések
| Slágerlista (2011)                    | Legjobb helyezés |
| ------------------------------------- | ---------------- |
| Ausztrál kislemezlista                | 4                |
| Osztrák kislemezlista                 | 4                |
| Belga kislemezlista (Vallónia)        | 26               |
| Belga kislemezlista (Flandria)        | 9                |
| Brazil Billboard Hot 100 rádiós lista | 2                |
| Kanadai Hot 100 kislemezlista         | 20               |
| Cseh rádiós lista                     | 3                |
| Dán kislemezlista                     | 30               |
| Francia kislemezlista                 | 30               |
| Német kislemezlista                   | 8                |
| Magyar rádiós lista                   | 17               |
| Ír kislemezlista                      | 11               |
| Olasz kislemezlista                   | 10               |
| Holland top 100 kislemezlista         | 19               |
| Új-zélandi kislemezlista              | 4                |
| Lengyel kislemezlista                 | 1                |
| Skót kislemezlista                    | 8                |
| Szlovák kislemezlista                 | 1                |
| Svéd kislemezlista                    | 31               |
| Svájci kislemezlista                  | 10               |
| UK R&B lista                          | 3                |
| Brit kislemezlista                    | 8                |
| USA Billboard Hot 100 lista           | 37               |
| US Pop Songs lista                    | 18               |
| US Hot Dance Club Songs lista         | 1                |

## Megjelenések
| Ország           | Dátum            | Formátum           | Kiadó              |
| ---------------- | ---------------- | ------------------ | ------------------ |
| Ausztrália       | 2011. április 4. | Mainstream rádió   | Universal Music    |
| Dánia            | 2011. május 13.  | Digitális letöltés | Universal Music    |
| Franciaország    | 2011. május 13.  | Digitális letöltés | Universal Music    |
| Olaszország      | 2011. május 13.  | Digitális letöltés | Universal Music    |
| Hollandia        | 2011. május 13.  | Digitális letöltés | Universal Music    |
| Svédország       | 2011. május 13.  | Digitális letöltés | Universal Music    |
| Egyesült Államok | 2011. május 16.  | Rádió              | Def Jam Recordings |
| Egyesült Államok | 2011. május 31.  | Rádió              | Def Jam Recordings |
| Egyesült Államok | 2011. június 6.  | Rádió              | Def Jam Recordings |
| Németország      | 2011. június 24. | CD kislemez        | Universal Music    |
| Egyesült Államok | 2011. július 19. | Remixes – iTunes   | Def Jam Recordings |

## Fordítás
Ez a szócikk részben vagy egészben  a   California King Bed című angol Wikipédia-szócikk fordításán alapul.  Az eredeti cikk szerkesztőit annak laptörténete sorolja fel. Ez a jelzés csupán a megfogalmazás eredetét és a szerzői jogokat jelzi, nem szolgál a cikkben szereplő információk forrásmegjelöléseként.